# Timbres d'Italie 2007
 (novembre 2024).
Cet article recense les timbres d'Italie émis en 2007 par Poste italiane.

## Généralités
Les émissions portent la mention « Italia » et une valeur faciale libellée en euros (€).
Les timbres sont imprimés par l'Istituto Poligrafico e Zecca dello Stato, ce qui est rappelé par la mention « IPZS SpA Roma » sous l'illustration. La dentelure est de 13 × 13¼ (nombre de dents pour 2 cm).

## Légende
Pour chaque timbre, le texte rapporte les informations suivantes :
- date d'émission, valeur faciale et description,
- dimension (longueur horizontale sur hauteur verticale),
- formes de vente,
- artistes concepteurs et genèse du projet,
- manifestation premier jour,
- date de retrait, tirage et chiffres de vente,

ainsi que les informations utiles pour une émission donnée.

## Janvier

### Cathédrale Saint-Evasio
Le 4 janvier, dans le cadre de la série d'usage courant Patrimoine artistique et culturel italien, est émis un timbre de 0,60 € de la cathédrale Saint-Evasio (Cattedrale di Sant’Evasio) de Casale Monferrato, à l'est du Piémont. Le saint patron Evasio, alors évêque d'Asti, christianisa la ville. La façade de la cathédrale du XIIe siècle dessinée en rouge sur fond blanc, sert d'illustration au timbre, cathédrale qui célèbre ses 900 ans en 2007.
Le timbre de 4 × 4,8 cm est dessiné et gravé par Antonio Ciaburro. Il est imprimé en taille-douce en feuille de vingt-cinq exemplaires.
Le tirage est de 3,5 millions de timbres.

### Centenaire de la première «Maison des enfants» de Maria Montessori 1907-2007
Le 5 janvier, est émis un timbre de 0,60 € pour le centenaire de la création de la première Maison des enfants (Casa dei Bambini) par la pédagogue Maria Montessori, dans le quartier populaire de San Lorenzo à Rome. Montessori conçoit une école sous forme d'une « petite maison » au sein de deux immeubles neufs : les parents sont libres d'y venir pourvu que les enfants soient bien soignés, et l'institutrice doit résider dans l'immeuble. Le but est d'éviter l'errance et le désordre d'enfants laissés à eux-mêmes, d'améliorer l'hygiène et les vies de familles modestes en cours de relogement. L'illustration présente le portrait de Maria Montessori sur la gauche, ainsi que la confrontation d'un banc d'école du XIXe siècle avec deux jeunes filles assises derrière un bureau, et la représentation d'une Maison des enfants où deux enfants vaquent à leur occupation : couture et lecture. En haut à droite, le rappel des années est le logotype des manifestations de commémorations : petit à petit, le « 7 » de 1907 se changent en oiseaux multicolores.
Le timbre de 4,8 × 4 cm est réalisé par Cristina Bruscaglia pour une impression en héliogravure en feuille de vingt-cinq.
Un cachet premier jour reprenant les trois éléments de l'illustration du timbre est disponible à Rome, le 5 janvier.
Le tirage est de 3,5 millions d'exemplaires.

### École supérieure de l'administration publique:50eanniversaire
Le 10 janvier, est émis un timbre de 0,65 € pour le 50e anniversaire de l'École supérieure de l'administration publique (Scuola Superiore della Pubblica Amministrazione). Sa mission est la formation des cadres et des fonctionnaires de la fonction publique italienne. Le timbre bleu ciel est illustré par un médaillon paysager : le siège de l'école à Rome avec, au premier plan, le pont Milvius, sur le Tibre.
Le timbre de 4 × 3 cm est dessiné par Gaetano Ieluzzo et est imprimé en héliogravure en feuille de cinquante exemplaires.
Un cachet premier jour reprenant ce paysage est disponible le 10 janvier à Rome
Le tirage est de 3,5 millions de timbres.

### Basilique cathédrale de Parme

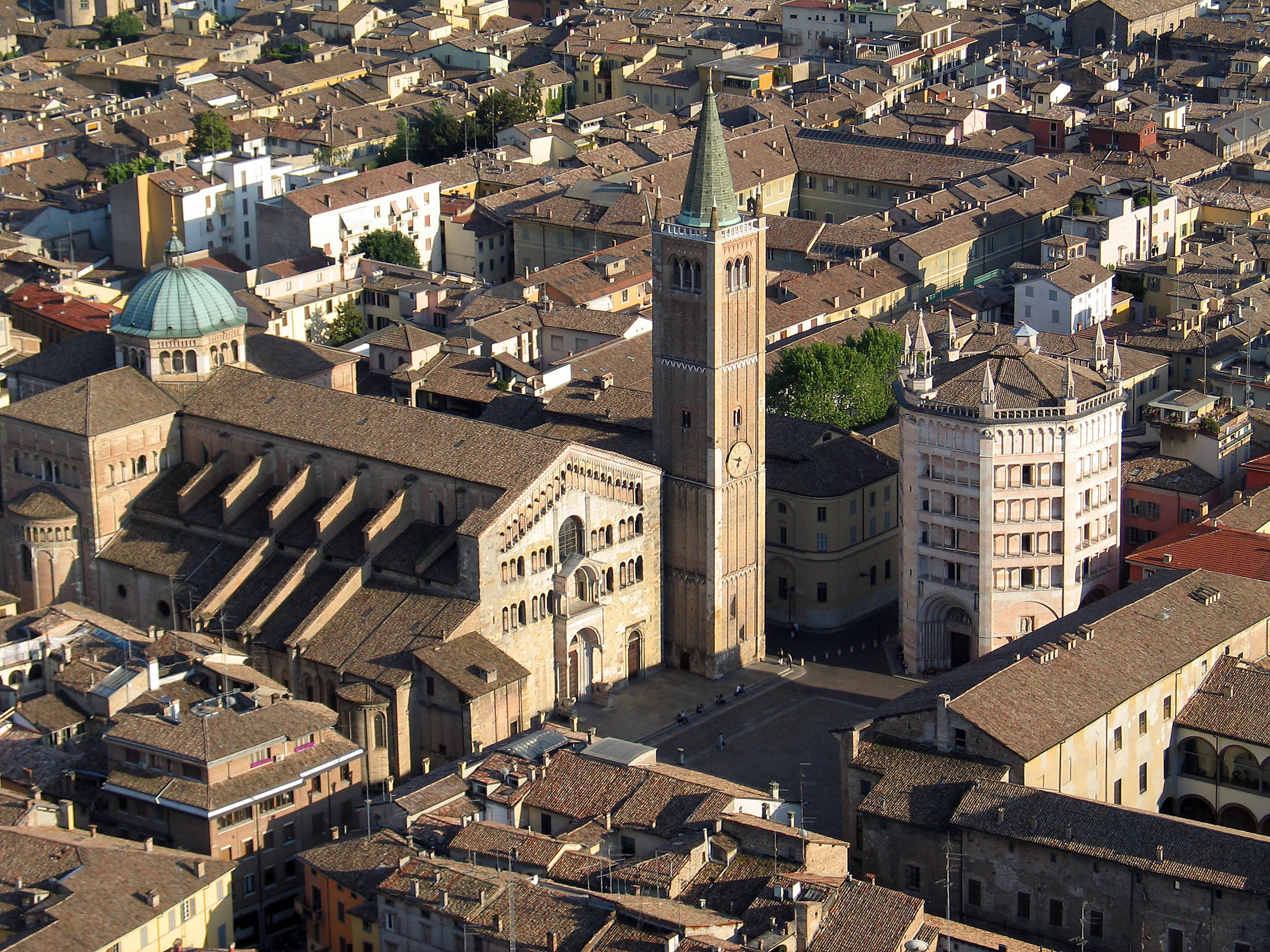
Vue aérienne de la cathédrale de Parme.

Le 13 janvier, dans le cadre de la série d'usage courant Patrimoine artistique et culturel italien, est émis un timbre de 0,60 € sur la basilique-cathédrale de Parme dont il est célébré les 900 ans des bâtiments actuels. La vue du parvis de la cathédrale est dessinée en vert.
Dessiné par Rita Morena, le timbre de 4,8 × 4 cm est imprimé en héliogravure en feuille de vingt-cinq.
Le timbre à date premier jour reprend l'illustration du timbre et est disponible à Parme.
Le tirage est de 3,5 millions d'exemplaires.

### Arturo Toscanini 1867-1957
Le 16 janvier, est émis un timbre de 0,60 € pour le cinquantenaire de la mort du chef d'orchestre Arturo Toscanini, représenté baguette blanche à la main, à la direction d'un orchestre dont sont visibles deux violonistes.
Le timbre de 3 × 4 cm est dessiné par Rita Fantini et imprimé en héliogravure en feuille de cinquante.
Reprenant le motif du timbre, le cachet premier jour est disponible le 16 janvier à Rome.
Le tirage est de 3,5 millions de timbres.

### Saint François de Paule 1416-1507
Le 27 janvier, pour le 500e anniversaire de la mort de François de Paule, est émis un timbre de 0,60 € reproduisant une peinture de Benedetto Luti, Saint François de Paule traversant le détroit de Messine.
L'œuvre conservée au musée régional de Messine est mis en page sur un timbre de 4 × 3 cm imprimé en héliogravure en feuille de cinquante exemplaires.
Reprenant la scène de la peinture de Luti, le cachet premier jour est disponible le 27 janvier à Naples.

### Ferdinand de Gonzague 1507-1557
Le 27 janvier, est émis un timbre d'un euro pour le 500e anniversaire de la naissance et le 450e anniversaire de la mort du Ferdinand de Gonzague (Ferrante Gonzaga), fils de François II marquis de Mantoue et homme de guerre du XVIe siècle au service de Charles Quint. Fondateur de la lignée de Guastalla, il est connu pour sa tyrannie lorsqu'il exerça la charge de gouverneur de Milan de 1546 à 1554. Le timbre reproduit une photographie de la statue réalisée par Leone Leoni.
La statue est visible sur une place de Guastalla, dans la province de Reggio d'Émilie. Le timbre de 4 × 3 cm est réalisé par Maria Carmela Perrini. Il est imprimé en héliogravure en feuille de cinquante.
Le timbre à date illustré du motif du timbre est disponible le 27 janvier à Guastalla et Mantoue.
Le tirage est de 3,5 millions de timbres.

### 20eanniversairede la Fondation Antonio Genevosi Salerno
Le 29 janvier, est émis un timbre de 0,60 € pour le vingtième anniversaire de la Fondation Antonio Generosi Salerno. L'illustration présente, sur fond de mer Tyrrhénienne, le bâtiment de la fondation qui accueille l'École de direction et d'organisation commerciale (Scuola di direzione e organizzazione aziendale, SDOA), à Vietri sul Mare, dans la province de Salerne.
Le timbre de 4 × 3 cm est dessiné par Vittorio Paravia et imprimé en héliogravure en feuille de cinquante.
Le cachet premier jour reprenant le paysage est disponible le 29 janvier à Vietri sul Mare.
Le tirage est de 3,5 millions d'exemplaires.

## Février

### 60eanniversairede la banlieue Giulana di Fertilia à Alghero
Le 10 février, est émis un timbre de 0,60 € pour marquer le 60e anniversaire de la migration d'Italiens d'Istrie vers le quartier de « banlieue julienne » de Fertilia, à Alghero, au nord-ouest de la Sardaigne (60° anniversario della Borgata Giuliana di Fertilia, in Alghero). Après la Seconde Guerre mondiale, ces Italiens de l'Istrie quittent cette région, représentée en bleu ciel sur le côté droit du timbre, qui devient une partie de la Yougoslavie. Sur la gauche, une carte en orange de la Sardaigne localise la ville d'Alghero. Entre les deux cartes, une famille de deux enfants et leurs bagages sont placés devant une carte postale ancienne de Fertilia.
Le timbre de 4 × 3 cm est conçu par Anna Maria Maresca. Il est imprimé en héliogravure en feuille de cinquante.
Un cachet premier jour reprend l'illustration et est disponible le 10 février au bureau de Fertilia.
Le tirage est de 3,5 millions de timbres.

### Père Lodovico Acernese 1835-1916
Le 16 février, est émis un timbre de 0,23 € pour le 91e anniversaire de la mort du père Lodovico Acernese, de l'ordre des Frères mineurs capucins. Il est l'une des figures fondatrices de l'ordre des sœurs franciscaines de l'immaculée conception avec Teresa Manganiello. Le portrait de l'ecclésiastique est disposé devant l'église de l'ordre, à Pietradefusi, en Campanie.
Le timbre de 3 × 4 cm est dessiné par Maria Carmela Perrini et imprimé en héliogravure en feuille de cinquante unités. 
Le 16 février, un cachet premier jour est disponible à Pietradefusi.
Le tirage est de 3,5 millions de timbres.

### Giosuè Carducci 1835-1907

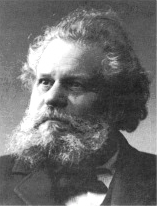
Photographie utilisée sur le timbre.

Le 16 février, est émis un timbre de 0,60 € pour le centenaire de la mort du poète Giosuè Carducci, premier Italien à recevoir le prix Nobel de littérature, en 1906. Son portrait à gauche dans des tons rouges-bruns voisine avec un bureau sur lequel est posé un cachier et le nécessaire d'écriture de son époque.
Le timbre de 4 × 3 cm est conçu par Cristina Bruscaglia et imprimé en héliogravure en feuille de  cinquante exemplaires.
Reprenant les principaux éléments de l'illustration, le cachet premier jour est disponible à Bologne.
Le tirage est de 3,5 millions de timbres.

### Université de Brescia
Le 26 février, dans la série d'usage courant École et université (Scuole e Università) est émis un timbre de 0,60 € représentant la façade du rectorat de l'université de Brescia (Università degli Studi di Brescia), installé dans le palais Martinego Palatini.
Le timbre de 4,8 × 4 cm est dessiné par Gaetano Ieluzzo et est imprimé en héliogravure en feuille de vingt-cinq.
Le cachet premier jour orné de la façade du rectorat est disponible à Brescia.
Le tirage est de 3,5 millions de timbres.

## Mars

### Année européenne de l'égalité des chances pour tous
Le 1er mars, est émis un timbre de 0,60 € à l'occasion de l'« Année européenne de l'égalité des chances pour tous, vers une société plus juste » (le timbre porte en italien la première partie de l'appellation : Anno europeo delle pari opportunità per tutti), opération de l'Union européenne. L'illustration, un peu abstraite, montre une femme portant un bébé sur son dos qui avance d'une structure complexe.
Le timbre de 3 × 4 cm est signé Giovanna Da Por. Il est imprimé en héliogravure en feuille de cinquante exemplaires.
Le cachet premier jour est disponible à Rome.
Le tirage est de 3,5 millions de timbres.

### Lycée-gymnase publicScipione Maffei, Vérone
Le 14 mars, dans la série d'usage courant École et université (Scuole e Università) est émis un timbre de 0,60 € sur le lycée-gymnase public Scipione Maffei de Vérone (Liceo Ginnasio Statale Scipione Maffei - Verona). Francesco Scipione, marquis de Maffei, fut un érudit italien qui naquit en 1675 et mourut 1755 dans la ville de Vérone. Le timbre se consacre au cloître de cette école de l'enseignement supérieur installée dans le couvent dominicain de Sainte-Anastasie.
Le timbre de 4,8 × 4 cm est dessiné par Gaetano Ieluzzo et est imprimé en héliogravure en feuille de vingt-cinq unités.
Le cachet premier jour inspiré du timbre est disponible à Vérone.
Le tirage est de 3,5 millions de timbres.

### Nicolò Carosio 1907-1984
Le 15 mars, dans la série Le sport italien (Lo sport italiano), est émis un timbre commémoratif de 0,65 € pour le centenaire de la naissance du commentateur sportif Nicolò Carosio, dont le portrait devant un micro, en nuances de marron, fait face à un terrain de football. En effet, Carosio couvrit plusieurs fois la coupe du monde de football.
Le timbre de 4 × 3 cm est dessiné par Gaetano Ieluzzo. Il est imprimé en héliogravure en feuille de cinquante.
Le cachet premier jour est illustré du même dessin que le timbre et il est disponible à Palerme, ville natale du commentateur.
Le tirage est de 3,5 millions d'exemplaires.

### Commission électrotechnique internationale
Le 16 mars, est émis un timbre de 1,50 € pour le centenaire en 2006 de la Commission électrotechnique internationale (Commissione Elettrotecnica Internazionale), un organisme de normalisation dans les domaines de l'électricité et de l'électronique. Sur un fond noir, un circuit intégré rouge se trouve au-dessus d'un arc électrique reliant deux points en bas du timbre.
Dessiné par Anna Maria Maresca, le timbre de 4 × 3 cm est imprimé en héliogravure en feuille de cinquante.
Le cachet premier jour est disponible à Milan.
Le tirage est de 3,5 millions de timbres.

### Patrimoine mondial: Venise

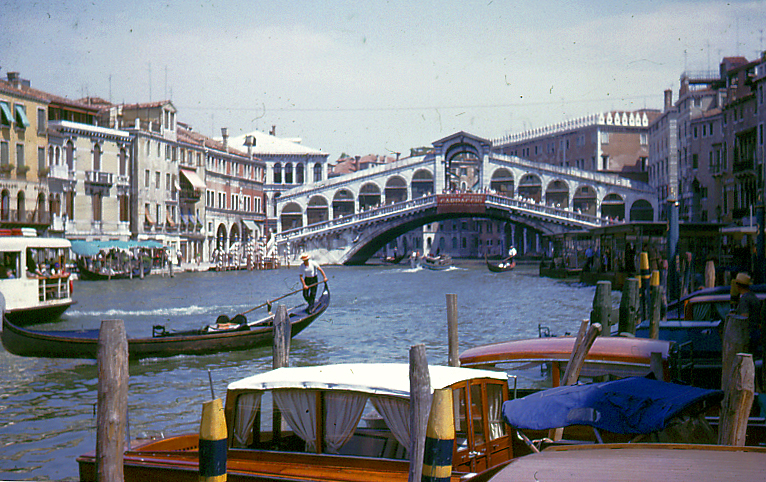
Une vue du pont du Rialto proche de la perspective utilisée sur le timbre.

Le 16 mars, dans la série Le patrimoine artistique et culturel italien (Il patrimonio artistico e culturale italiano), est émis un timbre de 0,60 € sur Venise en tant que site classé au patrimoine mondial par l'Unesco (Patrimonio mondiale – Venezia). La gravure en noir et blanc présente le pont du Rialto au-dessus du Grand Canal, avec une gondole naviguant dans sa direction.
L'illustration est dessinée et gravée par Antonio Ciaburro. Le timbre de 4,8 × 4 cm est imprimé en taille-douce en feuille de vingt-cinq exemplaires.
Le timbre à date premier jour reproduisant l'illustration est disponible à Venise.
Le tirage est de 3,5 millions de timbres.

### Régions d'Italie

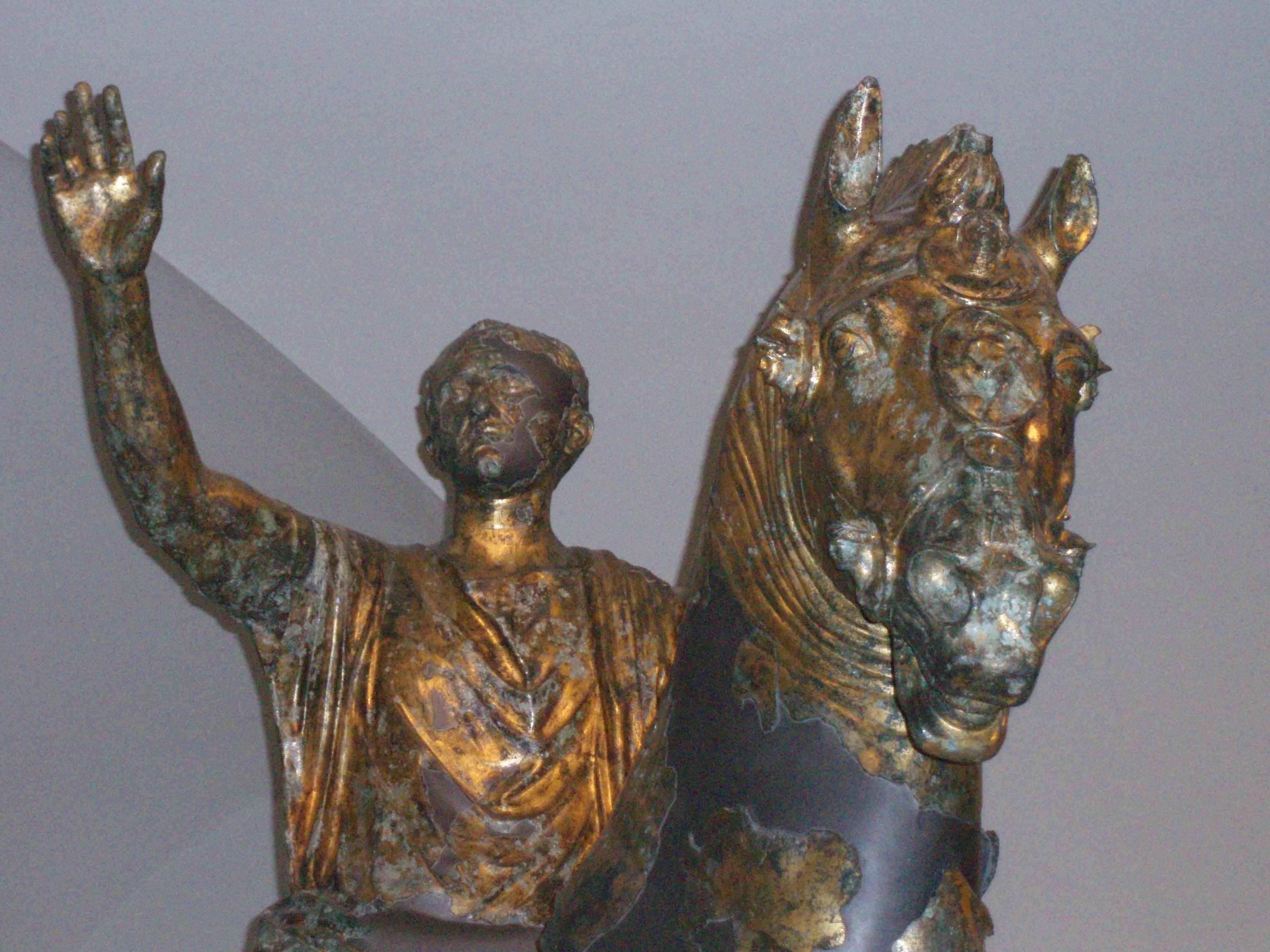
Statue de bronze visible sur le timbre des Marches.

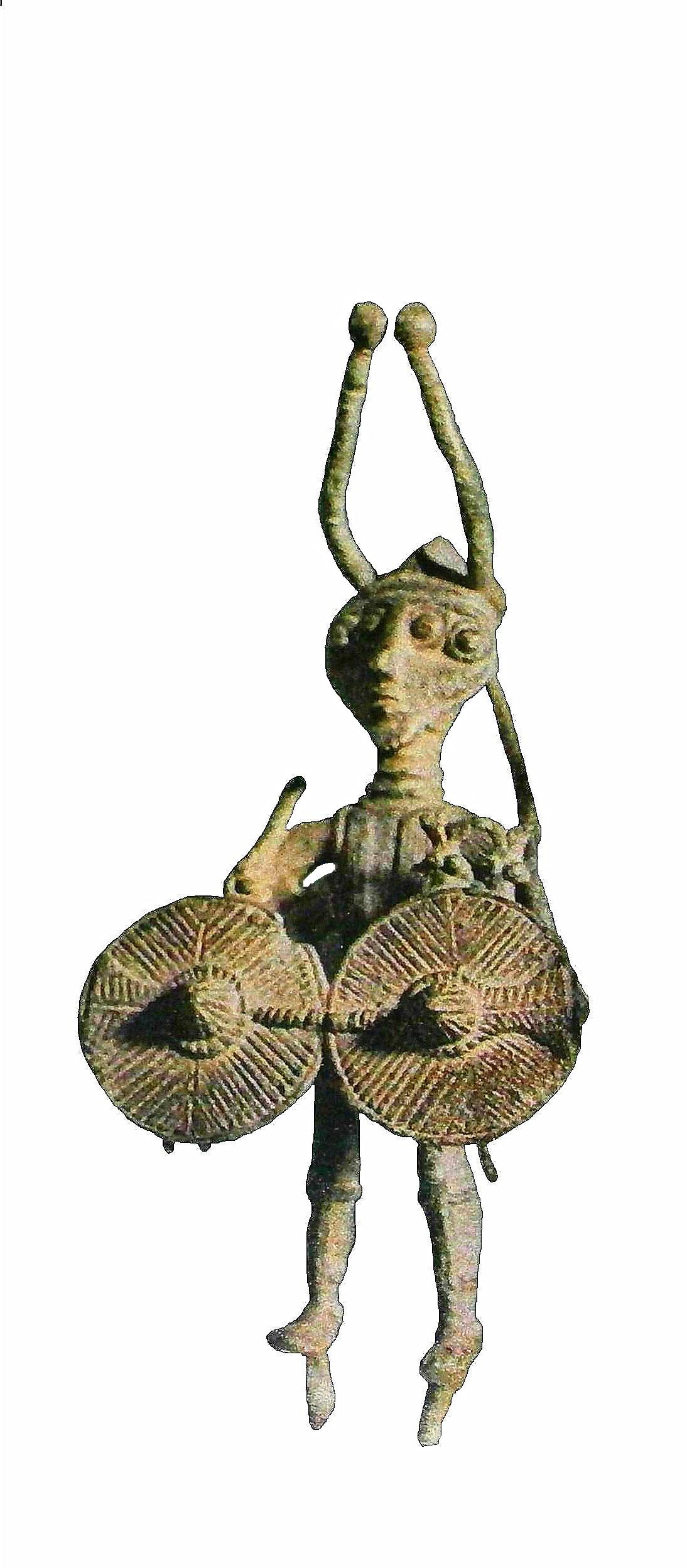
La statue de bronze d'un guerrier visible sur le timbre de la Sardaigne.

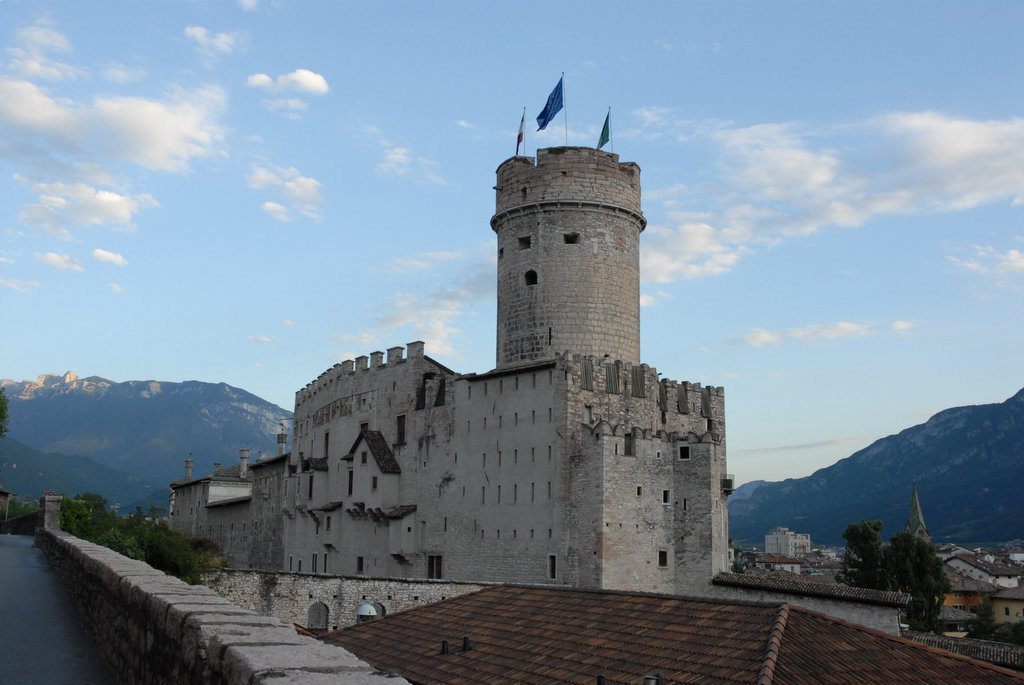
Le Castello del Buonconsiglio dans une perspective proche de celle employée sur le timbre du Trentin-Haut-Adige.

Le 16 mars, dans la série d'usage courant Régions d'Italie (Regioni d’Italia), sont émis quatre timbres de 0,60 € sur quatre régions d'Italie. Chacune est représentée par son blason, et un monument ou un paysage sur lequel est surajouté le périmètre géographique de la région. Pour les Marches (Marche), l'illustration montre une statue d'un ensemble de statues équestres découvertes à Pergola sur fond du paysage de la ville de Ascoli Piceno. Pour l'Ombrie (Umbria), une Vierge Marie de l'Annonciation accompagne une vue extérieure dessinée de la cathédrale d'Orvieto sur laquelle elle fut peinte. L'île de Sardaigne (Sardegna) est incarnée par une plage rocheuse, un flamant rose et un guerrier en bronze de l'époque nuragique. Enfin, le Trentin-Haut-Adige (Trentino-Alto Adige) est présenté par deux châteaux : le Castel Mareccio de Bolzano (XIIe siècle) et le Castello del Buonconsiglio à Trente (XIIIe siècle) ; ce choix permet de représenter les deux cultures de la région : germanophone avec Bolzano et italophone avec Trente, tout comme avec la traduction en allemand du nom de la province (Südtirol).
Les timbres de 4 × 3 cm sont dessinés par Tiziana Trinca et imprimés en héliogravure en feuille de cinquante.
Chaque dessin est repris sur un cachet premier jour disponible dans la capitale de la région du timbre : Ancône (Ancona) pour les Marches), Pérouse (Perugia) pour l'Ombrie, Cagliari pour la Sardaigne et Trente (Trento) pour le Trentin-Haut-Adige.
Le tirage est de 4,5 millions d'exemplaires pour chaque timbre.

### 50eanniversairedu traité de Rome

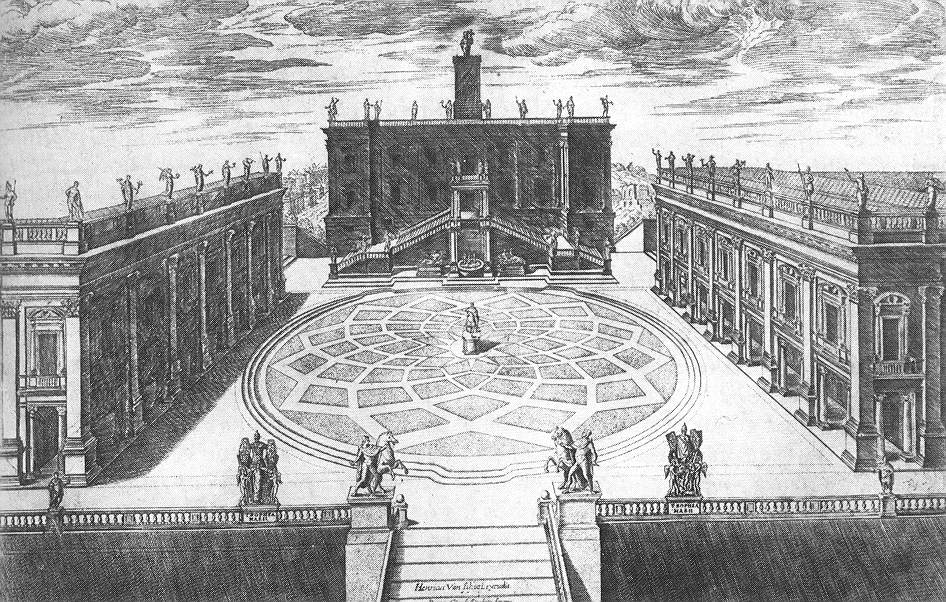
La Piazza del Campidoglio : les statues et le dallage inspirent l'illustration des timbres et du bloc.

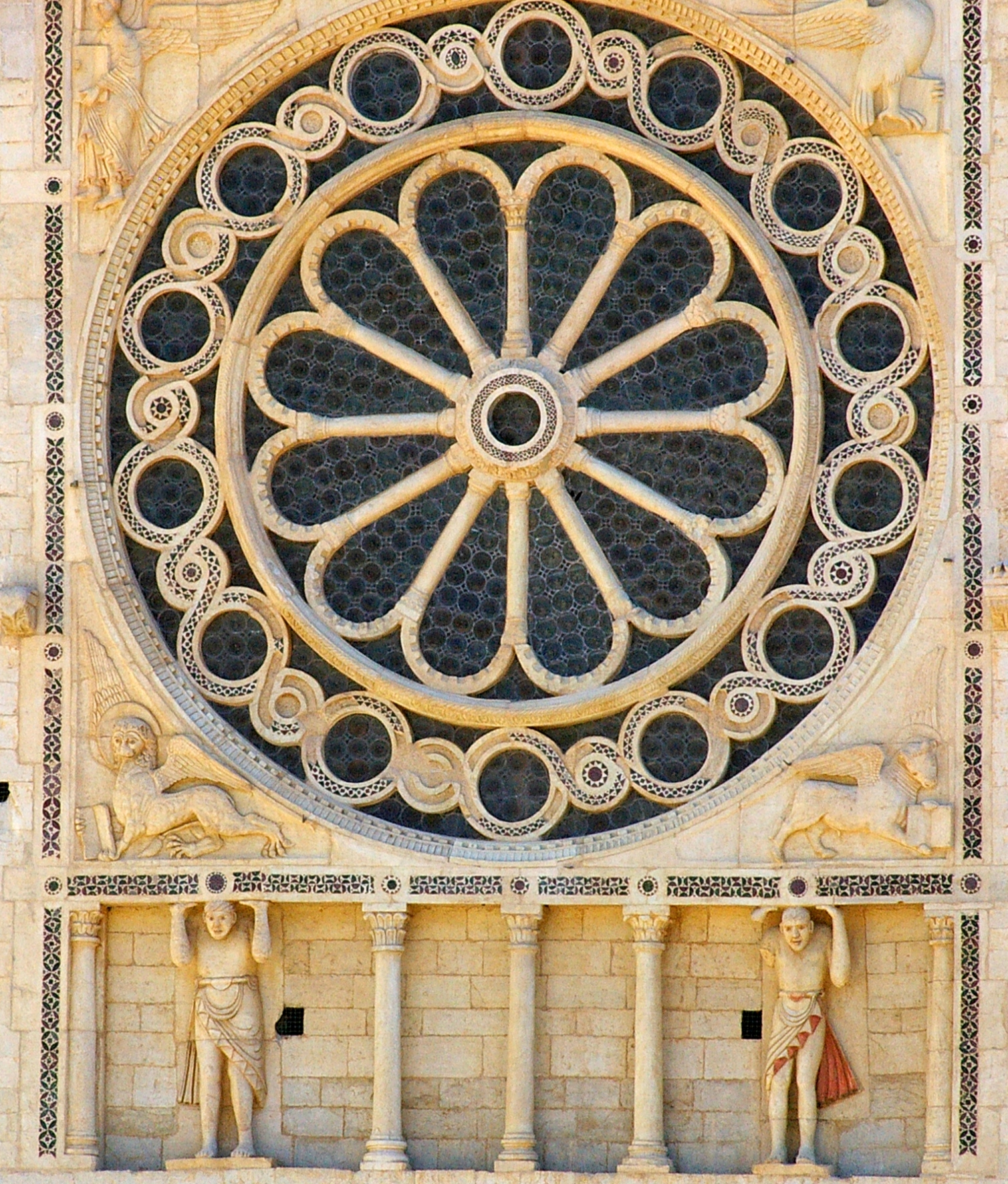
Rosace de la cathédrale de Spolète.

Le 25 mars, est émis un bloc de deux timbres de 0,60 € et 0,65 € pour le cinquantenaire du traité de Rome créant la Communauté économique européenne, devenue Communauté européenne et Union européenne. Les timbres représentent une vue stylisée des pavés de la place du Capitole (Piazza del Campidoglio, visible également sur la face nationale italienne de la pièce de 0,50 €), d'où émergent les douze étoiles jaunes du drapeau européen. Au fond des timbres, se distinguent en ombres chinoises les statues de la place où se trouve le palais où le traité européen fut signé. Le timbre de gauche à 0,60 € porte également le logotype « 50 » conçu par l'Union européenne, et celui de droite à 0,65 € le mot « INSIEME » (« ensemble » en italien). Le reste du bloc reprend le pavage de la place du Capitole et le titre « GRANDE EVENTO EUROPA 2007 » (Grand événement Europe 2007).
Le bloc et les timbres de 4 × 4,8 cm sont dessinés par Cristina Bruscaglia. Ils sont imprimés en héliogravure.
Reprenant le motif des pavés et des statues, le caché premier jour est disponible à Rome.
Le tirage est de 2,5 millions de blocs.

## Avril

### Le tourisme
Le 13 avril, dans la série d'usage courant Le tourisme (Il turismo), sont émis quatre timbres de 0,60 € consacré à quatre sites touristiques d'Italie, sous la forme d'un paysage dessiné dans un cadre de couleur vive. Brunico (Bruneck en allemand parlé par la majorité de sa population), dans le Tyrol du Sud, est vue dans un panorama rassemblant une église avec un clocher à bulbe au premier plan, puis sur une colline le Castello Vescovile, puis les Alpes. En Sicile, ce sont les vestiges du théâtre grec du site d'Héracléa Minoa (IVe siècle av. J.-C.) qui rappelle la commune maritime de Cattolica Eraclea. Au sud du Latium, proche de la Campanie, Gaète (Gaeta) est incarnée par le château angevin aragonais qui domine la ville et la mer Tyrrhénienne. Le dernier timbre montre le château médiéval de Massafra, dans les Pouilles.
Les quatre timbres de 4,8 × 4 cm sont dessinés par Antonbio Ciaburro. Ils sont imprimés en héliogravure en feuille de vingt-cinq exemplaires. 
Un des quatre cachets premier jour sont disponibles dans chaque ville concernée.
Le tirage est de 3,5 millions de timbres pour chacun des quatre types.

### Giuseppe Tomasi di Lampedusa 1896-1957
Le 14 avril, est émis un timbre commémoratif de 0,60 € pour le cinquantenaire de la mort de l'écrivain Giuseppe Tomasi, prince de Lampedusa. Il est représenté assis regardant son roman le Guépard (Il Gattopardo), et devant une scène réalisé en céramique sicilienne.
Le timbre de 3 × 4 cm est dessiné par Tiziana Trinca et imprimé en héliogravure en feuille de cinquante exemplaires.
Le cachet premier jour reprenant la scène du timbre est disponible à Santa Margherita di Belice, en Sicile.
Le tirage est de 3,5 millions de timbres.

### Rome capitale

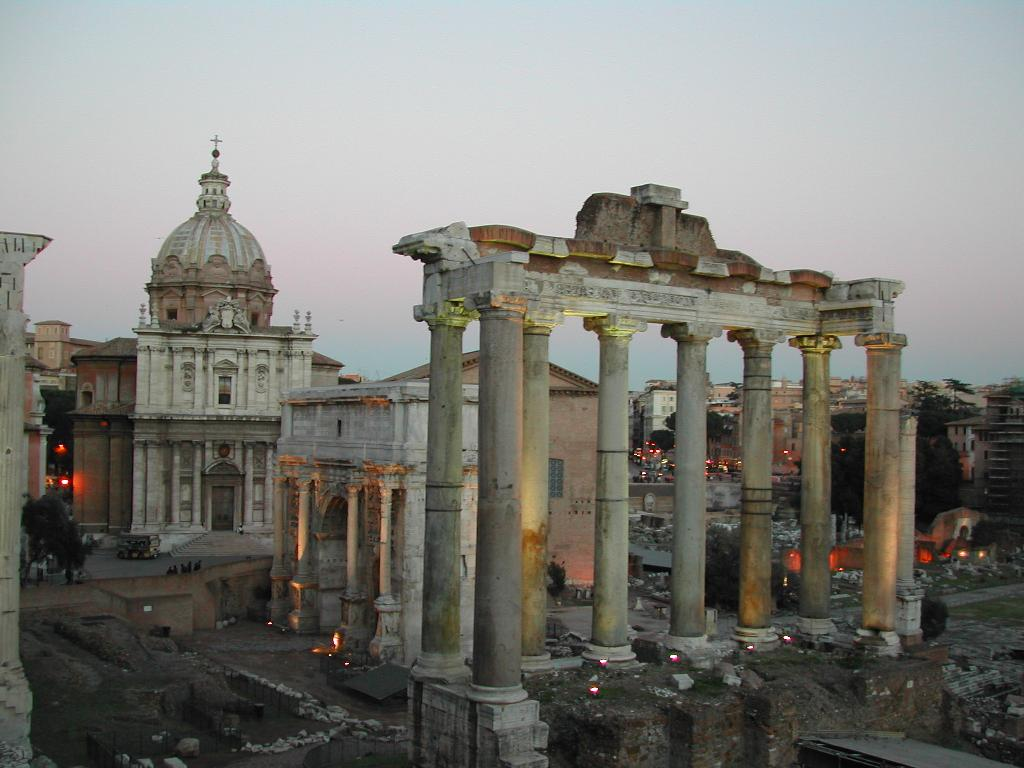
Les trois monuments dans une perspective décalée vers la gauche par rapport au timbre qui représente de face les colonnes du temple de Saturne et la façade de la Curie.

Le 21 avril, est émis un timbre de 0,60 € en l'honneur de Rome en tant que ville capitale de l'Italie (rappelé par le liseré vert et rouge sur les bords du timbre). C'est une vue des ruines du Forum Romanum qui est choisie pour illustrer le timbre : les colonnes du temple de Saturne à gauche, la Curia Iulia à l'arrière-plan à droite. Construite au VIIe siècle, l'église Saints-Luc-et-Martine (Santi Luca e Martina) est visible entre les deux monuments précités.
Le panorama est une aquarelle de Giorgio Borghesani et mis en page sur un timbre de 4 × 3 cm imprimé en héliogravure en feuille de cinquante.
Le cachet premier jour est disponible à Rome.
Le tirage est de 5 millions de timbres.

### Europa: 100 ans du scoutisme
Le 23 avril, dans le cadre de l'émission Europa, sont émis deux timbres et un bloc les reprenant sur le thème annuel commun, le centenaire du scoutisme (100 ani di scautismo). Le 0,60 € montre une mise à l'eau d'une barque par des scouts et le 0,65 € une veillée chantée autour d'un feu de camp, au bord de la rivière. Les marges du bloc portent le slogan « Un Mondo Una Promessa » (« Un monde, une promesse » d'après les affiches officielles en français du centenaire) en haut et les logotypes de l'Organisation mondiale du mouvement scout et des associations italiennes de ce mouvement : la Fédération italienne du scoutisme, l'AGESCI et la CNGEI.
Les illustrations sont dessinées par Riccardo Francaviglia et Margherita Sgarlata. Les timbres de 4,8 × 4 cm sont imprimés en héliogravure en feuille de vingt-cinq et en un bloc de deux timbres différents.
Le cachet premier jour reprenant les deux scènes sont disponibles à Bagni di Lucca où a été créée la première association scoute d'Italie en 1910, à Gênes où a eu lieu un congrès du centenaire en février, et à Rome.
Le tirage est de 3 millions de chacun des timbres et de 600 000 blocs, soit 7,2 millions de timbres individuels au total.

### Duccio Galimberti 1906-1944
Le 24 avril, est émis un timbre commémoratif de 0,60 € pour le 101e anniversaire de la naissance de Tancredi Duccio Galimberti, avocat et héros de l'antifascisme et de la Résistance italienne pendant la Seconde Guerre mondiale. Galimberti est représenté lors de son discours de Coni, le 26 juillet 1943, au cours duquel il demanda la destitution du président du Conseil Benito Mussolini.
Le timbre de 3 × 4 cm est dessiné par Maria Carmela Perrini et imprimé en héliogravure en feuille de cinquante.
Le timbre à date premier jour est disponible à Coni.
Le tirage est de 3,5 millions d'exemplaires.

### 50eanniversairede l'École supérieure de l'économie et de la finance
Le 27 avril, est émis un timbre de 2,80 € pour le cinquantenaire de l'École supérieure de l'économie et de la finance (Scuola Superiore dell’economia e delle finanze 50° anniversario). Sur un fond vert-bleu clair, un ovale présente un dessin des bâtiments de l'école, ainsi que des statues du Stadio dei Marmi du Foro Italico voisin, quartier de Rome voulu par Benito Mussolini.
Le timbre de 4 × 3 cm est dessiné par Gaetano Ieluzzo. Il est imprimé en héliogravure en feuille de cinquante.
Le cachet premier jour est disponible à Rome.
Le tirage est de 3,5 millions de timbres.

### Cinecittà.70eanniversairedes studios cinématographiques
Le 28 avril, est émis un timbre de 0,65 € pour les 70 ans de l'inauguration le 28 avril 1937 des studios cinématographiques de Cinecittà, à Rome (70° anniversario degli Studi Cinematografici). Devant l'entrée du studio, est dessiné un réalisateur regarde à travers l'objectif d'une caméra.
Le timbre de 4 × 3 cm est dessiné par Silvia Isola. L'impression est réalisé en héliogravure en feuille de cinquante.
Le cachet premier jour est disponible le 28 avril à la Cinecittà.
Le tirage est de 3,5 millions de timbres.

## Mai

### Complexe monastique de Polirone, San Benedetto Po
Le 5 mai, dans la série le Patrimoine artistique et culturel italien (Il patrimonio artistico e culturale italiano), est émis un timbre de 0,60 € représentant l'abbaye San Benedetto in Polirone. Elle se trouve dans la commune de San Benedetto Po, en Lombardie. L'émission coïncide avec le millénaire de la fondation de l'abbaye.
Le timbre de 4,8 × 4 cm est dessiné et gravé par Antonio Saliola pour être imprimé en taille-douce monochrome en feuille de vingt-cinq.
le cachet premier jour est disponible à San Benedetto Po.
Le tirage est de 3,5 millions de timbres.

### Rocca Malatestiana à Montefiore Conca
Le 12 mai, dans la série le Patrimoine artistique et culturel italien, est émis un timbre de 0,60 € représentant le château de la Rocca Malatestiana qui surplombe Montefiore Conca, à l'extrême-sud-est de l'Émilie-Romagne. Construit au milieu des années 1300, il est une marque de la puissance de la famille des Malatesti.
Le timbre de 4,8 × 4 cm est dessiné et gravé par Rita Morena. Il est imprimé en taille-douce monochrome en feuille de vingt-cinq exemplaires.
Le cachet premier est disponible à Montefiore Conca.
Le tirage est de 3,5 millions d'exemplaires.

### Made in Italy: Lamborghini Miura
Le 23 mai, dans la série annuelle Made in Italy, est émis un timbre de 0,85 € en hommage à la Miura, un des modèles produits de 1966 à 1973 par le constructeur automobile italien Lamborghini. Le timbre est illustré du blason de la marque sur fond noir.
Le timbre de 3 × 4 cm est imprimé en héliogravure en feuille de cinquante.
Le cachet premier jour est disponible à Sant'Agata Bolognese, ville où Ferruccio Lamborghini fonda la compagnie.
Le tirage est de 3,5 millions de timbres.

### Bancarella Musica-Musica dalla Terra
Le 23 mai, est émis un timbre de 0,60 € sur le prix musical Bancarella Musica. L'illustration est le logotype, inspiré d'une stèle du IIIe millénaire av. J.-C. sur laquelle est imprimée une partition de musique.
Le timbre de 3 × 4 cm est dessiné par Renzo Borghetti et Enrico Ferri et imprimé en héliogravure en feuille de cinquante exemplaires.
Le cachet premier jour est disponible à Pontremoli, ville où a lieu la remise du prix depuis 1993.
Le tirage est de 3,5 millions d'unités.

## Juin

### F.C. Internazionalechampion d'Italie 2006-2007
Le 4 juin, est émis un timbre de 0,60 € pour honorer le club vainqueur de la saison 2006-2007 du championnat de série A de football, l'Inter de Milan (Football Club Internazionale Milano). Sur l'illustration, un joueur aux couleurs de cette équipe s'apprête à frapper la balle. Des arcs de cercle entourent la scène : tricolore italien en bas et bleu, et noir en haut. L'écusson du club est reproduit en bas à droite du timbre à fond blanc. En haut à droite, un logotype signale que c'est le quinzième titre de champion d'Italie (campione d'Italia) de l'Inter Milan.
Le timbre de 3 × 4 cm est dessiné par Gaetano Ieluzzo et imprimé en héliogravure en feuille de douze.
Le cachet premier jour, disponible à Milan, reprend les éléments du timbre disposés autrement, notamment les deux logotypes.
Le tirage est de six millions de timbres.

### Dolmenla Chianca- Bisceglie
Le 9 juin, dans la série d'usage courant le Patrimoine artistique et culturel italien, est émis un timbre marron de 0,60 € représentant le paysage autour du dolmen la Chianca, à Bisceglie, dans les Pouilles.
Le timbre de 4,8 × 4 cm est dessiné et gravé par Antonio Ciaburro. Il est imprimé en taille-douce en feuille de vingt-cinq unités.
Le cachet premier jour est disponible à Bisceglie.
Le tirage est de 3,5 millions de timbres.

### Luigi Ganna 1883-1957
Le 9 juin, est émis un timbre d'usage courant de 0,60 € de la série le Sport italien, à l'occasion du 50e anniversaire de la mort du cycliste Luigi Ganna. Il fut le vainqueur du premier Giro, le tour d'Italie de 1909. Sur un fond saumon, est imposé le dessin de trois cyclistes du début du XXe siècle vus de face, dont Ganna. En haut, un polygone rappelle le parcours du tour de 1909.
Le timbre de 3 × 4 cm est dessiné par Giustina Milite et imprimé en héliogravure en feuille de cinquante.
Le cachet premier jour est disponible à Induno Olona, la ville natale de Luigi Ganna.
Le tirage est de 3,5 millions de timbres.

### Altiero Spinelli 1907-1986
Le 21 juin, est émis un timbre de 0,60 € pour le centenaire de la naissance d'Altiero Spinelli, fédéraliste européen, fondateur du Mouvement fédéraliste européen en 1943. Le portrait de Spinelli en couleurs est disposé au premier plan de l'hémicycle surchargé de bleu du Parlement européen, dont il est un des premiers députés élus au suffrage universel en 1979.
Le timbre de 4 × 3 cm est imprimé en héliogravure en feuille de cinquante exemplaires. L'illustration est réalisée par l'agence Margodesign.
Le cachet premier jour est disponible à Rome.
Le tirage est de 3,5 millions de timbres.

### 50eanniversairedu Festival des deux mondes
Le 29 juin, est émis un timbre de 0,60 € pour le cinquantenaire du festival de musique et d'opéra de Spolète, le Festival des Deux Mondes (50° anniversario del Festival dei Due Mondi), dont la première édition eut lieu en 1958. Sur le dessin, une artiste danse sur le son d'une partition de musique ondulée. Le décor architectural présente des arches et des reproductions de la rosace de la cathédrale de Spolète.
Le timbre de 4 × 4,8 cm est dessiné par Tiziana Trinca et est imprimé en héliogravure en feuille de vingt-cinq.
Le cachet premier jour est disponible à Spolète, en Ombrie.
Le tirage est de 3,5 millions de timbres.

## Juillet

### Basilique de San Vincenzo en Galliano, Cantù
Le 2 juillet, dans la série d'usage courant le Patrimoins artistique et culturelle italien (Il patrimonio artistico e culturale italiano), est émis un timbre autocollant de 2,80 € présentant une vue de la basilique de San Vincenzo en Galliano (Basilica di San Vincenzo in Galliano), situé à Cantù, en Lombardie, et dont il est célébré le millénaire en 2007.
Le dessin est signé Antonio Ciaburro. Le timbre autocollant, sans dentelure, mesure 4,8 × 4 cm. Il est imprimé sur du bois de bouleau, en offset en feuillet de quinze exemplaires. Le timbre a une épaisseur de 3 millimètres.
Le cachet premier jour est disponible à Cantù.
Le tirage est de 1,5 million de timbres.

### Giuseppe Garibaldi 1807-1882

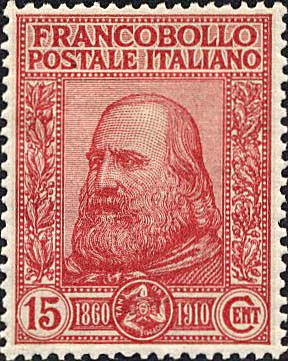
Une des deux illustrations de la première émission italienne de timbres à l'effigie de Garibaldi (1910).

Le 4 juillet, est émis un timbre commémoratif de 0,65 € pour le bicentenaire de Giuseppe Garibaldi, un des acteurs principaux de l'unification de l'Italie au XIXe siècle. Sur le portrait de profil, Garibaldi porte une chemise rouge. Il est tourné vers une vue monocolore verte de sa maison natale à Nice.
Le timbre de 4 × 3 cm est dessiné par Cristina Bruscaglia et est imprimé en héliogravure en feuille de cinquante unités.
Le cachet premier jour est disponible à Rome et à La Maddalena, commune dans laquelle Garibaldi finit sa vie, installée dans une maison de l'île Caprera.
Le tirage est de 3,5 millions d'exemplaires.

### Made in Italy: Fiat 500
Le 4 juillet, dans la série annuelle Made in Italy, est émis un timbre de 0,60 € sur un des modèles d'automobiles qui a représenté l'Italie dans le monde : la Fiat 500. La photographie de 1968 présente un de ces véhicules du constructeur Fiat, rouge, et accueillant dans son coffre des parasols.
La photographie d'Antonio Aimone est mis en page sur un timbre de 4 × 3 cm imprimé en héliogravure en feuille de cinquante.
Le cachet premier jour est disponible à Garlenda, siège d'un club spécialisé dans ce modèle, et à Turin, où se trouve le siège de Fiat.
Le tirage est de 3,5 millions d'exemplaires.

### Capitaine Maurizio Poggiali 1965-1997
Le 6 juillet, est émis un timbre de 0,60 € pour le dixième anniversaire de la mort dans un crash du capitaine Maurizio Poggiali, de l'armée de l'air italienne, le 9 août 2007. L'illustration est un montage de dessins inspirés d'une photographie du militaire en uniforme, de son appareil, avec à l'arrière-plan le drapeau de l'Italie.
Le timbre de 4 × 3 cm est dessiné par Tiziana Trinca et imprimé en héliogravure en feuille de cinquante exemplaires.
Le cachet premier jour est disponible dans sa ville natale de Rome et à Cori, près du lieu du crash.
Le tirage est de 3,5 millions de timbres.

### Primo Carnera 1906-1967
Le 13 juillet, dans la série le sport italien (Lo sport italiano), est émis un timbre de 0,60 € pour les quarante ans de la mort du boxeur Primo Carnera, champion du monde poids lourd en 1933. Son portrait est placé sur la gauche du timbre, à côté d'une scène de combat inspiré d'un journal de l'époque.
Le timbre de 4 × 3 cm est dessiné par Gaetano Ieluzzo et imprimé en héliogravure en feuille de cinquante.
Le cachet premier jour est disponible à Sequals, où il est né et mort.
Le tirage est de 3,5 millions de timbres.

## Septembre

### École et université
Le 17 septembre, sont émis trois timbres de 0,60 € de la série d'usage courant École et université. L'Institut d'études politique Saint-Pie-V de Rome (Istituto di Studi Politici "San Pio V" Roma) a son sceau reproduit sur le timbre en bleu sur fond jaune. Le timbre sur l'École de médecine de Salerne (Scuola medica salernitana) reproduit la scène d'un malade au chevet d'un patient, extraite du manuscrit Galeni in Ippocratis Aphorismos et in Librum Pronosticorum conservé à la Bibliothèque nationale de Naples. La cour du lycée classique Marco Foscarini (Liceo Convitto "Marco Foscarini" Venezia) illustre le timbre coïncidant avec le bicentenaire de la fondation de cet établissement de Venise.
Les timbres de 4,8 × 4 cm sont dessinés par Gaetano Ieluzzo (« Liceo Convitto "Marco Foscarini" Venezia ») et Silvia Isola. Ils sont imprimés en héliogravure en feuille de vingt-cinq.
Chaque timbre bénéficie d'un timbre à date spécial, reprenant son illustration, le jour de l'émission dans la ville qui le concerne : Rome, Salerne et Venise.
Le tirage est de 3,5 millions de chacun des timbres.

### Races italiennes d'ânes protégés
Le 22 septembre, est émis un timbre de 0,60 € représentant le profil d'un âne et sept espèces de cet animal qui sont protégées en Italie : l'amiata, l'asinara, le martina franca, le pantelleria, le ragusano, le romagnolo et le sardo.
Le timbre de 4 × 4,8 cm est dessiné par Anna Maria Maresca et imprimé en héliogravure en feuille de vingt-cinq.
Reprenant la tête d'âne de profil du timbre, le cachet premier jour est disponible à Rome.
Le tirage est de 3,5 millions de timbres.

### 31eChampionnat d'Europe de basket-ball féminin
Le 22 septembre, dans la série Le sport italien, est émis un timbre de 0,65 € à l'occasion du 31e Championnat d'Europe de basket-ball féminin 2007 (XXXI Campianato Europeo di Pallacanestro Senior Femminile), organisé en Italie du 24 septembre au 7 octobre 2007. L'illustration dans un cadre bleu est une scène de jeu : une joueuse saute, ballon dans les mains, vers le panier.
Le timbre de 3 × 4 cm, dessiné par Cristina Bruscaglia, est imprimé en héliogravure en feuille de cinquante exemplaires.
Le cachet premier jour est disponible à Vasto, une des quatre villes organisatrices.
Le tirage est de 3,5 millions de timbres.

### Sacra di San Michele, abbaye à Sant'Ambrogio di Torino
Le 29 septembre, dans la série Le patrimoine artistique et culturel italien, est émis un timbre de 0,60 € représentant en rouge la Sacra di San Michele, une abbaye située au sommet d'une montagne à Sant'Ambrogio di Torino, dans les Alpes piémontaises.
Le timbre de 4,8 × 4 cm est dessiné et gravé par Antonio Saliola. Il est imprimé en taille-douce en feuille de vingt-cinq exemplaires.
Le cachet premier jour est disponible à Sant'Ambrogio di Torino.
Le tirage est de 3,5 millions de timbres.

## Octobre

### Jacopo Barozzi, dit Vignole 1507-1573
Le 1er octobre, est émis un timbre de 2,80 € pour le 500e anniversaire de la naissance de Jacopo Barozzi, dit Vignole, architecte italien du XVIe siècle. Son portrait extrait d'une gravure ancienne est superposée à une vue intérieure du palais Farnese de Caprarola.
Le timbre de 4 × 4,8 cm est mis en page par Anna Maria Maresca et imprimé en héliogravure en feuille de vingt-cinq.
Le cachet premier jour est disponible à Vignola, ville natale de l'architecte.
Le tirage est de 3,5 millions d'exemplaires.

### Concetto Marchesi 1878-1957
Le 1er octobre, est émis un timbre de 0,60 € pour le cinquantenaire de la mort de l'homme politique, écrivain et latiniste Concetto Marchesi, représenté en costume sur fond de ruines romaines et avec la couverture de son Histoire de la littérature latine, publiée en 1927.
Le timbre de 3 × 4 cm est dessiné par Tiziana Trinca et imprimé en héliogravure en feuille de cinquante unités.
Le cachet premier jour est disponible à Gallarate, Padoue (Padova) où Marchesi fut diplômé, et Rome.
3,5 millions de timbres sont tirés.

### Fête nationale des grands-parents
Le 2 octobre, est émis un timbre de 0,60 € pour la Fête nationale des grands-parents représentée avec des personnages-silhouettes, deux grands-parents passant du temps de loisirs avec deux petits-enfants.
Le timbre de 4 × 3 cm est dessiné par Angelo Merenda et imprimé en héliogravure en feuille de cinquante exemplaires.
Le cachet premier jour est disponible à Rome.

### Antonio Canova 1757-1822

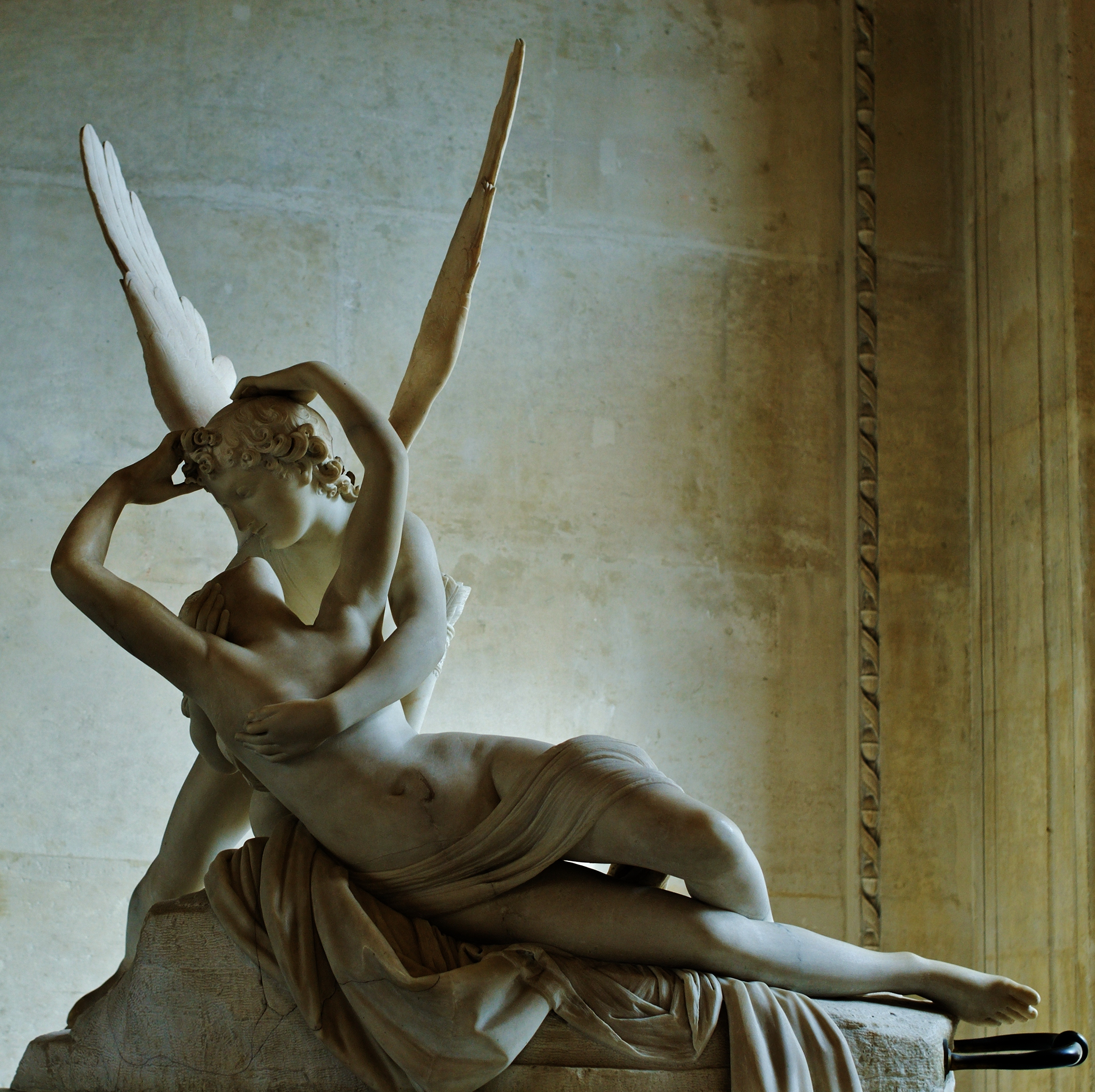
La sculpture de Canova dans une vue proche de celle qui a inspiré le timbre.

Le 12 octobre, est émis un timbre artistique de 1,50 € pour le 250e anniversaire de la naissance du sculpteur Antonio Canova. La sculpture choisie pour le représenter est Psyché ranimée par le baiser de l'Amour, redessinée sur un fond noir, conservée au musée du Louvre, à Paris.
L'illustration est dessinée et gravée par Antonio Ciaburro pour être imprimée en taille-douce sur un timbre de 4 × 4,8 cm. La feuille contient vingt-cinq timbres.
Le cachet premier jour est disponible à Possagno, ville natale de Canova, et à Rome.
Le tirage est de 3,5 millions d'exemplaires.

### Journée de la philatélie: la philatélie à l'école
Le 12 octobre, pour la Journée de la philatélie (Giornata della filatelia), est émis un timbre de 0,60 € titré « la philatélie à l'école ». L'illustration est composée d'images de timbres bleus sur lesquels des timbres d'usage courant, notamment au type Monnaie syracusaine, forment un enfant souriant.
Le timbre de 3 × 4 cm est dessiné par Maria Carmela Perrini et imprimé en héliogravure en feuille de cinquante exemplaires.
Le cachet du jour de l'émission reprend le personnage et est disponible à Rome.
Le tirage est de 3,5 millions de timbres.

### Maria Callas, Beniamino Gigli, Amedeo Nazzari
Le 18 octobre, est émis un bloc de trois timbres commémoratifs de 0,60 € pour les anniversaires de la naissance de l'acteur Amedeo Nazzari (1907-1979), et de la mort de la cantatrice Maria Callas (1923-1977) et du ténor Beniamino Gigli (1890-1957). Chaque portrait regardant le lecteur est placé devant un autre portrait de l'artiste en action.
Les timbres de 4 × 3 cm sont dessinés par Rita Fantini. Le bloc est imprimé en héliogravure.
Chaque artiste dispose d'un timbre à date premier jour disponible à Cagliari pour le timbre « Nazzari » et Recanati pour Gigli, villes natales des deux hommes, ainsi qu'à Venise pour Callas.
Deux millions de blocs sont tirés.

### Fiume. Terre orientale anciennement italienne
Le 30 octobre, est mis en vente puis immédiatement retiré un timbre de 0,65 € sur Fiume, « terre orientale anciennement italienne » (terra orientale già italiana) et représentant le palais du gouverneur d'une ville cédée à la Yougoslavie à la fin de la Seconde Guerre mondiale.
Le retrait ordonné par le ministère italien de la Communication est la conséquence des protestations du gouvernement de Croatie où se situe la ville, devenue Rijeka, pays en pleine campagne électorale législative. Cependant, une spéculation autour des timbres vendus le 30 octobre entraîne l'émission définitive du timbre le 10 décembre suivant.
Le dessin de Cristina Bruscaglia est imprimé en héliogravure sur un timbre de 4 × 3 cm, conditionné en feuille de cinquante exemplaires.

## Novembre

### Giuseppe Di Vittorio 1892-1957
Le 3 novembre, est émis un timbre de 0,60 € pour le cinquantenaire de la mort du syndicaliste et politicien Giuseppe Di Vittorio, dont le portrait est tourné vers une scène de moisson rappelant ses origines familiales.
Le timbre de 4 × 3 cm est dessiné par Maria Carmela Perrini et est imprimé en héliogravure en feuille de cinquante.
Le cachet premier jour est disponible à Lecco, ville où Di Vittorio est mort.
Le tirage est de 3,5 millions de timbres.

### Cent ans de Mondadori
Le 12 novembre, est émis un timbre commémoratif de 0,60 € pour le centenaire de la création de la maison d'édition Arnoldo Mondadori Editore. Sur fond blanc et rouge, est reproduit le logotype de l'anniversaire.
Le timbre de 4 × 3 cm est imprimé en héliogravure en feuille de cinquante unités.
Le cachet premier jour est disponible à Segrate, où se trouve le siège social de Mondadori.
Le tirage est de 3,5 millions de timbres.

### Noël 2007
Le 20 novembre, sont émis deux timbres de Noël, un sur un sujet religieux, l'autre sur un thème profane. Le 0,60 € reproduit une Vierge à l'Enfant de Cima da Conegliano peinte en 1504. Le 0,65 € est un paysage forestier enneigée avec un chalet rouge ; les flocons sont les mots « Buon Natale » (joyeux Noël).
L'œuvre de Cima, conservée au musée des Offices de Florence, est interprétée en gravure par Rita Morena pour une impression en taille-douce en vert. Le timbre de 0,60 € est dessiné par Gaetano Ieluzzo et imprimé en héliogravure. les deux timbres de 3 × 4 cm sont imprimés en feuille de cinquante.
Chaque timbre bénéficie de son cachet premier jour disponible à Florence pour le 0,60 € et à Rome pour le 0,65 €.
Le tirage est de 3,5 millions d'exemplaires pour le 0,65 €, et de 5 millions pour le 0,60 €.

## Décembre

### L'Italie au Conseil de sécurité de l'ONU 2007-2008
Le 1er décembre, est émis un timbre de 0,85 € à l'occasion du mandat de membre non-permanent de l'Italie au Conseil de sécurité des Nations unies du 1er janvier 2007 au 31 décembre 2008. Entourés des lauriers, emblème de l'Organisation des Nations unies et d'une bande aux couleurs du drapeau de l'Italie, une militaire « casque bleu » porte dans ses bras un enfant.
Le timbre de 4 × 3 cm est dessiné par Anna Maria Maresca et est imprimé en héliogravure en feuille de cinquante exemplaires.
La scène est reprise en noir et blanc sur le cachet premier jour disponible à Rome.
Le tirage est de 3,5 millions de timbres.

### Fiume. Terre orientale anciennement italienne
Le 10 décembre, après une éphémère émission le 30 octobre 2007, est à nouveau mis en vente un timbre de 0,65 € sur Fiume, ancienne ville italienne devenue yougoslave sous le nom de Rijeka après la Seconde Guerre mondiale. Le palais du gouverneur illustre le timbre, sous la légende « terre orientale anciennement italienne » (terra orientale già italiana).
Cette émission définitive du timbre est décidée à cause d'une spéculation autour des exemplaires vendus le 30 octobre précédent. De nouveau, le ministère des Affaires étrangères de Croatie se plaint de cette émission et réclame le retrait du timbre.
Le dessin de Cristina Bruscaglia est imprimé en héliogravure sur un timbre de 4 × 3 cm, conditionné en feuille de cinquante exemplaires.
Le cachet premier jour est disponible à Milan et Trieste.
Le tirage est de 3,5 millions de timbres.

### Sources
- La presse philatélique française, notamment leurs pages « Nouveautés ».
- La liste et description des émissions de l'année en cours sur le site de Poste Italiane.